# Blot-l'Église
Pour les articles homonymes, voir Blot.
Blot-l'Église est une commune française située dans le département du Puy-de-Dôme, en région Auvergne-Rhône-Alpes. Elle fait partie de l'aire d'attraction de Clermont-Ferrand.

## Géographie

### Localisation
Blot-l'Église est située au nord du département du Puy-de-Dôme, dans les Combrailles, en région Auvergne-Rhône-Alpes (historiquement en Auvergne). La Commune est traversé à l'ouest par la rivières Sioule. 
Huit communes sont limitrophes :
| Ayat-sur-Sioule Lisseuil | Saint-Rémy-de-Blot | Saint-Pardoux              |
|                          | Blot-l'Église      | Saint-Hilaire-la-Croix     |
| Châteauneuf-les-Bains    | Saint-Angel        | Charbonnières-les-Vieilles |

### Climat
Pour des articles plus généraux, voir Climat d'Auvergne-Rhône-Alpes et Climat du Puy-de-Dôme.
En 2010, le climat de la commune est de type climat océanique dégradé des plaines du Centre et du Nord, selon une étude du Centre national de la recherche scientifique s'appuyant sur une série de données couvrant la période 1971-2000. En 2020, Météo-France publie une typologie des climats de la France métropolitaine dans laquelle la commune est exposée à un climat de montagne ou de marges de montagne et est dans la région climatique  Ouest et nord-ouest du Massif Central, caractérisée par une pluviométrie annuelle de 900 à 1 500 mm, maximale en automne et en hiver. 
Pour la période 1971-2000, la température annuelle moyenne est de 9,6 °C, avec une amplitude thermique annuelle de 15,5 °C. Le cumul annuel moyen de précipitations est de 846 mm, avec 10,4 jours de précipitations en janvier et 7,8 jours en juillet. Pour la période 1991-2020, la température moyenne annuelle observée sur la station météorologique de Météo-France la plus proche, « Saint-Gervais-d'Auvergne », sur la commune de Saint-Gervais-d'Auvergne à 10 km à vol d'oiseau, est de 9,8 °C et le cumul annuel moyen de précipitations est de 825,6 mm,. Pour l'avenir, les paramètres climatiques de la commune estimés pour 2050 selon différents scénarios d'émission de gaz à effet de serre sont consultables sur un site dédié publié par Météo-France en novembre 2022.

## Urbanisme

### Typologie
Au 1er janvier 2024, Blot-l'Église est catégorisée commune rurale à habitat dispersé, selon la nouvelle grille communale de densité à sept niveaux définie par l'Insee en 2022.
Elle est située hors unité urbaine. Par ailleurs la commune fait partie de l'aire d'attraction de Clermont-Ferrand, dont elle est une commune de la couronne,. Cette aire, qui regroupe 209 communes, est catégorisée dans les aires de 200 000 à moins de 700 000 habitants,.

### Occupation des sols
L'occupation des sols de la commune, telle qu'elle ressort de la base de données européenne d’occupation biophysique des sols Corine Land Cover (CLC), est marquée par l'importance des territoires agricoles (55,8 % en 2018), en diminution par rapport à 1990 (56,7 %). La répartition détaillée en 2018 est la suivante : forêts (41,2 %), prairies (40,4 %), zones agricoles hétérogènes (15,3 %), mines, décharges et chantiers (1,6 %), zones urbanisées (1,1 %), eaux continentales (0,2 %). L'évolution de l’occupation des sols de la commune et de ses infrastructures peut être observée sur les différentes représentations cartographiques du territoire : la carte de Cassini (XVIIIe siècle), la carte d'état-major (1820-1866) et les cartes ou photos aériennes de l'IGN pour la période actuelle (1950 à aujourd'hui).

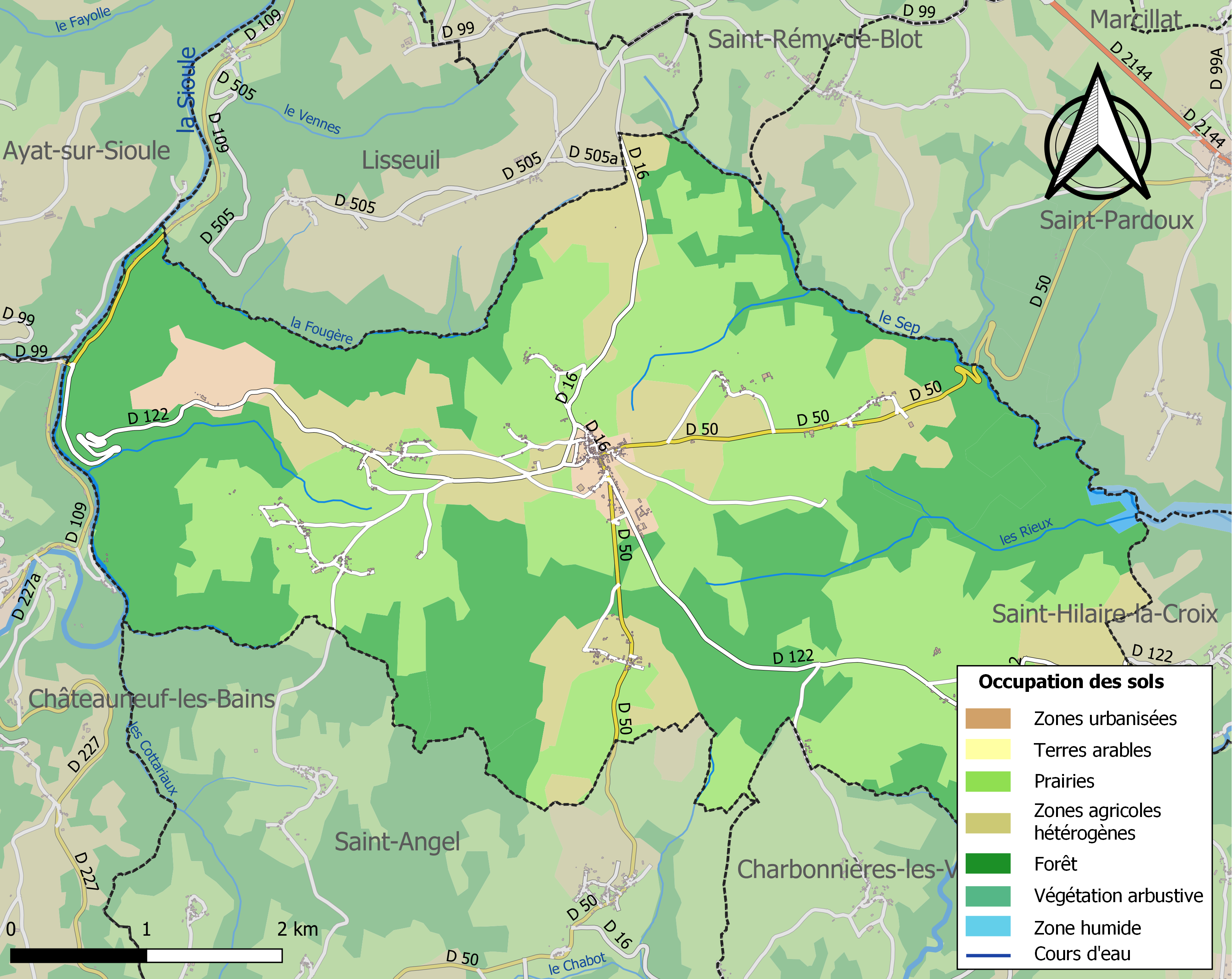
Carte des infrastructures et de l'occupation des sols de la commune en 2018 (CLC).

### Voies de communication et transports
La commune est traversée par les routes départementales 16 (vers Saint-Rémy-de-Blot au nord), 50 (vers Saint-Angel au sud et Saint-Pardoux au nord-est) et 122 (vers Combronde au sud-est).

## Histoire
À 2 km au sud-est de Blot, des filons quartzeux à galène argentifère ont été exploités au cours de l'Antiquité. Outre l'installation minière d'extraction du plomb argentifère, du cuivre et de minéraux reconnue au puy d'Argentière, l'occupation romaine, datée du Haut-Empire, avoisine les 25 ha et comprend notamment un potentiel temple à plan centré ainsi qu'une zone funéraire. Un quartier artisanal a par ailleurs livré les vestiges de fours de métallurgie du fer et d'un atelier de taille d'intailles en fluorite. La découverte d'une monnaie du haut Moyen Âge pourrait indiquer une occupation du secteur voire la présence d'un atelier monétaire.

## Politique et administration

### Découpage territorial
La commune de Blot-l'Église est membre de la communauté de communes Combrailles Sioule et Morge, un établissement public de coopération intercommunale (EPCI) à fiscalité propre créé le 1er janvier 2017 dont le siège est à Manzat. Ce dernier est par ailleurs membre d'autres groupements intercommunaux. Jusqu'en 2016, elle était membre de la communauté de communes du Pays de Menat.
Sur le plan administratif, elle est rattachée à l'arrondissement de Riom, à la circonscription administrative de l'État du Puy-de-Dôme et à la région Auvergne-Rhône-Alpes. Jusqu'en mars 2015, elle faisait partie du canton de Menat.
Sur le plan électoral, elle dépend du canton de Saint-Georges-de-Mons pour l'élection des conseillers départementaux, depuis le redécoupage cantonal de 2014 entré en vigueur en 2015, et de la deuxième circonscription du Puy-de-Dôme pour les élections législatives, depuis le dernier découpage électoral de 2010 (sixième circonscription avant 2010).

### Élections municipales et communautaires

#### Élections de 2020
Le conseil municipal de Blot-l'Église, commune de moins de 1 000 habitants, est élu au scrutin majoritaire plurinominal à deux tours avec candidatures isolées ou groupées et possibilité de panachage. Compte tenu de la population communale, le nombre de sièges à pourvoir lors des élections municipales de 2020 est de 11. La totalité des onze candidats en lice est élue dès le premier tour, le 15 mars 2020, avec un taux de participation de 61,83 %.

#### Chronologie des maires
| Période                                  | Période                         | Identité        | Étiquette | Qualité                              |
| ---------------------------------------- | ------------------------------- | --------------- | --------- | ------------------------------------ |
| Les données manquantes sont à compléter. |                                 |                 |           |                                      |
| mars 2008                                | mars 2014                       | Jean-Luc Blanc  | MoDem     | Directeur commercial en aéronautique |
| mars 2014 (réélu en 2020)                | En cours (au 24 septembre 2021) | Bernard Bouleau |           | Artisan moulinier                    |

## Population et société

### Démographie
L'évolution du nombre d'habitants est connue à travers les recensements de la population effectués dans la commune depuis 1793. Pour les communes de moins de 10 000 habitants, une enquête de recensement portant sur toute la population est réalisée tous les cinq ans, les populations de référence des années intermédiaires étant quant à elles estimées par interpolation ou extrapolation. Pour la commune, le premier recensement exhaustif entrant dans le cadre du nouveau dispositif a été réalisé en 2008.

En 2022, la commune comptait 441 habitants, en évolution de +9,43 % par rapport à 2016 (Puy-de-Dôme : +2,1 %, France hors Mayotte : +2,11 %).
| 1793  | 1800  | 1806  | 1821  | 1831  | 1836  | 1841  | 1846  | 1851  |
| ----- | ----- | ----- | ----- | ----- | ----- | ----- | ----- | ----- |
| 1 078 | 1 080 | 1 610 | 1 166 | 1 158 | 1 241 | 1 294 | 1 290 | 1 253 |

| 1856  | 1861  | 1866  | 1872  | 1876  | 1881  | 1886  | 1891  | 1896  |
| ----- | ----- | ----- | ----- | ----- | ----- | ----- | ----- | ----- |
| 1 205 | 1 249 | 1 175 | 1 225 | 1 252 | 1 181 | 1 188 | 1 125 | 1 087 |

| 1901 | 1906 | 1911 | 1921 | 1926 | 1931 | 1936 | 1946 | 1954 |
| ---- | ---- | ---- | ---- | ---- | ---- | ---- | ---- | ---- |
| 993  | 955  | 969  | 832  | 769  | 776  | 738  | 649  | 591  |

| 1962 | 1968 | 1975 | 1982 | 1990 | 1999 | 2006 | 2008 | 2013 |
| ---- | ---- | ---- | ---- | ---- | ---- | ---- | ---- | ---- |
| 604  | 525  | 475  | 451  | 392  | 357  | 386  | 395  | 383  |

| 2018 | 2022 | - | - | - | - | - | - | - |
| ---- | ---- | - | - | - | - | - | - | - |
| 439  | 441  | - | - | - | - | - | - | - |

## Culture locale et patrimoine

### Lieux et monuments
- Château de Blot, construit au XVIe siècle par Pierre de Chauvigny de Blot (cf. l'article Château-Rocher, Blot-le-Rocher). Il a fait l'objet de remaniements au XIXe siècle.
- Huilerie artisanale depuis 1857.
- Rocher Charlemagne, dominant la rive droite de la Sioule. Accès par la D122. Site d'escalade[28]. Site de reproduction du faucon pèlerin.

### Personnalités liées à la commune
- Claude de Chauvigny de Blot, poète libertin et satirique mort en 1655. Il n'a peut-être pas vécu à Blot-l'Église, mais il en était baron.